# 村田省
村田 省（むらた せい、1952年2月26日 - 2002年5月13日）は、日本のフェンシング競技者であり、指導者。幻のオリンピックとなったモスクワオリンピック日本代表。世界選手権日本代表4回。

## 略歴
1952年2月26日 東京都中野区で出生。
小学生の時に札幌市中央区へ転居。
札幌光星高等学校へ入学し、当時習っていたマンドリンを続けようとマンドリン部の入部を考えていたが、通りかかった体育館でフェンシング部の練習を見て、白いユニフォームと剣に魅せられ入部を決意。独りで黙々と練習したことが試合で使える悦びを知り、フェンシングに夢中になった。顧問・半田幸三、北海道フェンシング協会下野謹也の指導のもと、頭角を現わす。
1970年、札幌光星高等学校卒業。
日本大学へ進学し、フェンシング部に入部。
二年生の時に部員不足に陥るも、関東大学1部リーグで総合優勝。翌年も優勝して、4連覇に貢献した。
1974年、日本大学商学部経営学科卒業。
1974年-1978年、ヤクルト本社総務部勤務。
1978年、タイ・バンコクのアジア競技大会で、エペ個人銅メダル、エペ団体銀メダル。村田興産株式会社常務取締役。
1979年、全日本フェンシング選手権で、エペ個人優勝。
1980年、モスクワオリンピック日本代表に選出されるも、アフガニスタン紛争の影響により不参加を余儀なくされる。
2002年2月全道王座決定戦で優勝。これが最後の試合となる。
2002年5月13日早朝、自宅で倒れる。7時45分、急性心不全（循環器系疾患の疑い）のため札幌医大病院で逝去。享年50。

## 人物
- 世界選手権・アジア大会などで活躍。モスクワオリンピック日本代表になるが、ソビエト連邦がアフガニスタンを侵攻、アメリカのカーター大統領が大会ボイコットを呼びかけ、これを受けてJOCは総会を開き大会不参加を決め「幻のオリンピック選手」となってしまった。
- その後、札幌で成年からジュニアまで幅広く指導、札幌光星高校の後輩を世界大会で活躍する選手に育てた。また、北海道はまなす国体に尽力、この大会を最後に全国大会は引退したが、北海道大会に参加しながら道内選手たちを引っぱり続けた。
- 死の前日、道フェンシング大会で審判をしていたが、途中で疲れて肩が痛いと後輩に審判を代わってもらう。しかし、他の人たちに身体の不調をもらすことはなかった。

## 主な競技歴
- 1969年(S44):インターハイ - 5位 第24回国民体育大会 - 7位
- 1971年(S46):全日本選手権 - エペ6位
全日本学生選手権 - エペ優勝
関東学生選手権 - フルーレ優勝
東京都エペ杯選手権 - 優勝
- 1972年(S47):ヨーロッパ遠征日本代表
全日本選手権 - エペ準優勝
全日本学生選手権 - エペ3位
全日本学生選手権 - フルーレ準優勝
関東学生選手権 - フルーレ優勝
関東学生選手権 - エペ5位
東京都ジュニアフルーレ選手権男子 - 優勝
- 1973年(S48):全日本選手権 - エペ3位
全日本学生選手権 - エペ3位
- 1974年(S49):世界選手権日本代表
- 1975年(S50):世界選手権日本代表
- 1976年(S51):国民体育大会秋季大会成年男子 - エペ団体優勝  - サーブル団体3位
東京都サーブル杯 - 3位
東京都社会人選手権 - 準優勝
- 1978年(S53):アジア競技大会 - エペ個人3位  - エペ団体準優勝
東京都サーブル選手権 - 4位
- 1979年(S54):世界選手権日本代表
全日本選手権 - エペ優勝
東京都男子フルーレ選手権 - 優勝
- 1980年(S55):モスクワオリンピック日本代表(日本不参加)
ウェターバーグトーナメント(カナダ選手権)国際大会  - 男子フルーレ優勝  - 男子エペ5位
東京都エペ選手権 - 優勝
- 1981年(S56):世界選手権日本代表
全日本選手権 - エペ3位
- 1985年(S60):全日本選手権 - エペ団体準優勝

## 受賞
- 北海道スポーツ賞 ・南部忠平記念賞 ・北海道新聞スポーツ賞
- 東京都中野区民スポーツ賞 ・札幌市民スポーツ賞